# Chadżymurat Gacałow
Chadżymurat Sołtanowicz Gacałow (ros. Хаджимурат Солтанович Гацалов; ur. 11 grudnia 1982 w Czykole, w Osetii Północnej) – rosyjski zapaśnik startujący w kategorii do 96 kg w stylu wolnym, mistrz olimpijski, pięciokrotny mistrz świata, trzykrotny mistrz Europy.
Największym jego sukcesem jest złoty medal igrzysk olimpijskich w Atenach w kategorii do 96 kg. Pięciokrotnie zdobywał złote medale mistrzostw świata (2005, 2006, 2007, 2009, 2013) a w 2003, 2004 i 2006 roku w okazał się najlepszy w mistrzostwach Starego Kontynentu. Trzynasty na igrzyskach europejskich w 2015. Pierwszy w Pucharze Świata w 2002, 2003 i 2007; szósty w 2001. Najlepszy na igrzyskach wojskowych w 2007 i 2015, a drugi na wojskowych mistrzostwach świata z 2001 roku.
Osiem razy zdobył tytuł Mistrza Rosji w 2002, 2004, 2005, 2006, 2007, 2009, 2011 i 2015. Drugi w 2001, 2003, 2008, 2012 i 2016. Brązowy medal w 2010 i 2013 roku.
Z pochodzenia jest muzułmańskim Osetyjczykiem.